# Leptopteris
Leptopteris, rod pravih paprati iz porodice Osmundaceae. 
Postoji šest priznatih vrsta i jedan hibrid  rasprostranjenih od Moluka do jugozapadnog Pacifika, uključujući otoke Chatham, Bismarckov arhipelag, Fidži, Maluku, Novu Kaledoniju, Novu Gvineju, Australiju (Novi Južni Wales, Queensland, Otok Norfolk), Novi Zeland (Sjeverni otok, Južni otok), Samou, Solomonaske otoke, Vanuatu.

## Vrste
1. Leptopteris alpina (Baker) C.Chr.
2. Leptopteris fraseri (Hook. & Grev.) C.Presl
3. Leptopteris hymenophylloides (A.Rich.) C.Presl
4. Leptopteris moorei (Baker) Christ
5. Leptopteris superba (Colenso) C.Presl
6. Leptopteris wilkesiana (Brack.) Gower
7. Leptopteris ×intermedia (B.S.Williams ex T.Moore) Gower